# Jacques-Raymond Lucotte
Jacques-Raymond Lucotte fue un arquitecto y enciclopedista francés del siglo XVIII.

## Biografía
Su padre probablemente era un maestro cerrajero.
Realizó sus estudios en la Academia real de arquitectura y fue además de arquitecto dibujante y mecánico.
Lucotte escribió 12  artículos en la Enciclopedia de Diderot y D'Alembert. Entre ellos están: «maçonnerie», «marbrier», «marqueterie», «menuiserie», «mosaïque (arts méchaniques)», «plomberie», «pont, des machines», «fleuriste», «formier», «tourbissure», «ganterie» y «serrurerie» en los volúmenes IX a XVII.  También contribuyó más de 650 dibujos a los volúmenes de grabados y con más de 45 comentarios sobre ellos. 
En 1765 Lucotte instituyó junto con el pintor Poiraton, una escuela gratuita de artes, que no parece  haber tenido una existencia duradera. En 1779  abrió su propia escuela y, en 1789, durante la Revolución francesa una escuela de ciencias y artes para la educación de jóvenes, pero sus propios socios lo  excluyeron de ella dos años más tarde sobre la base de que buscaba su propio beneficio personal en lugar de evaluar las invenciones con imparcialidad.
El registro de su fallecimiento (Archives Nationales, MC/ET/LXXXVI/934, 25 ventôse del año XII = 16 de marzo de 1804) muestra que  falleció el 11 ventôse del año XII (2 de marzo de 1804) e indica que Lucotte  falleció a la edad de 71 años, lo que sugiere su nacimiento hacia 1733.

## Obras
- Le Vignole moderne,  ou Traité élémentaire d'architecture (Tratado elemental de arquitectura) (3 volúmenes, París, 1772-1784)
- Art de la maçonnerie (París, 1783).

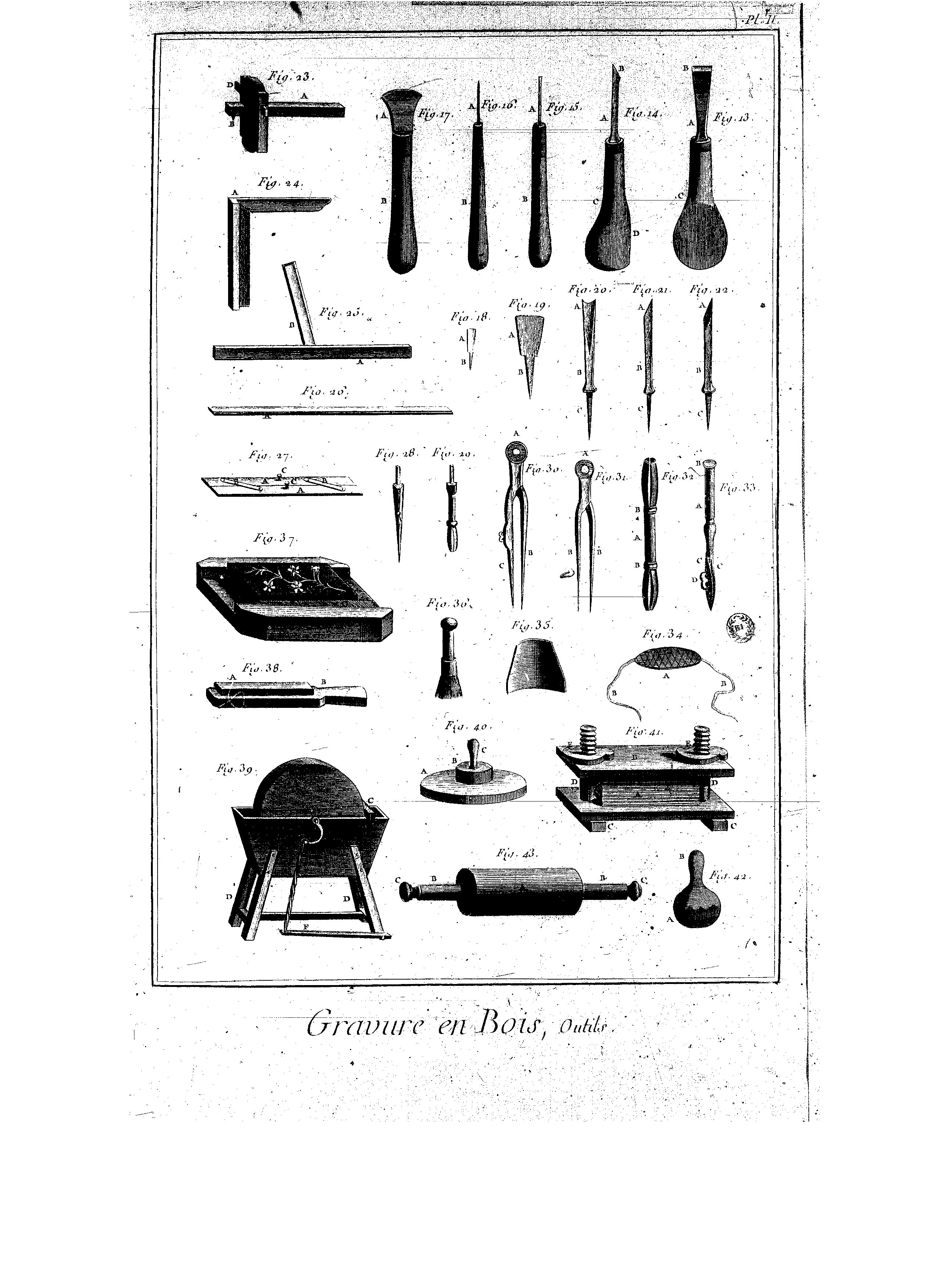
Grabado Gravure en Bois, outils del volumen IV de la Encyclopédie.